# Allée couverte de la côte du Libéra

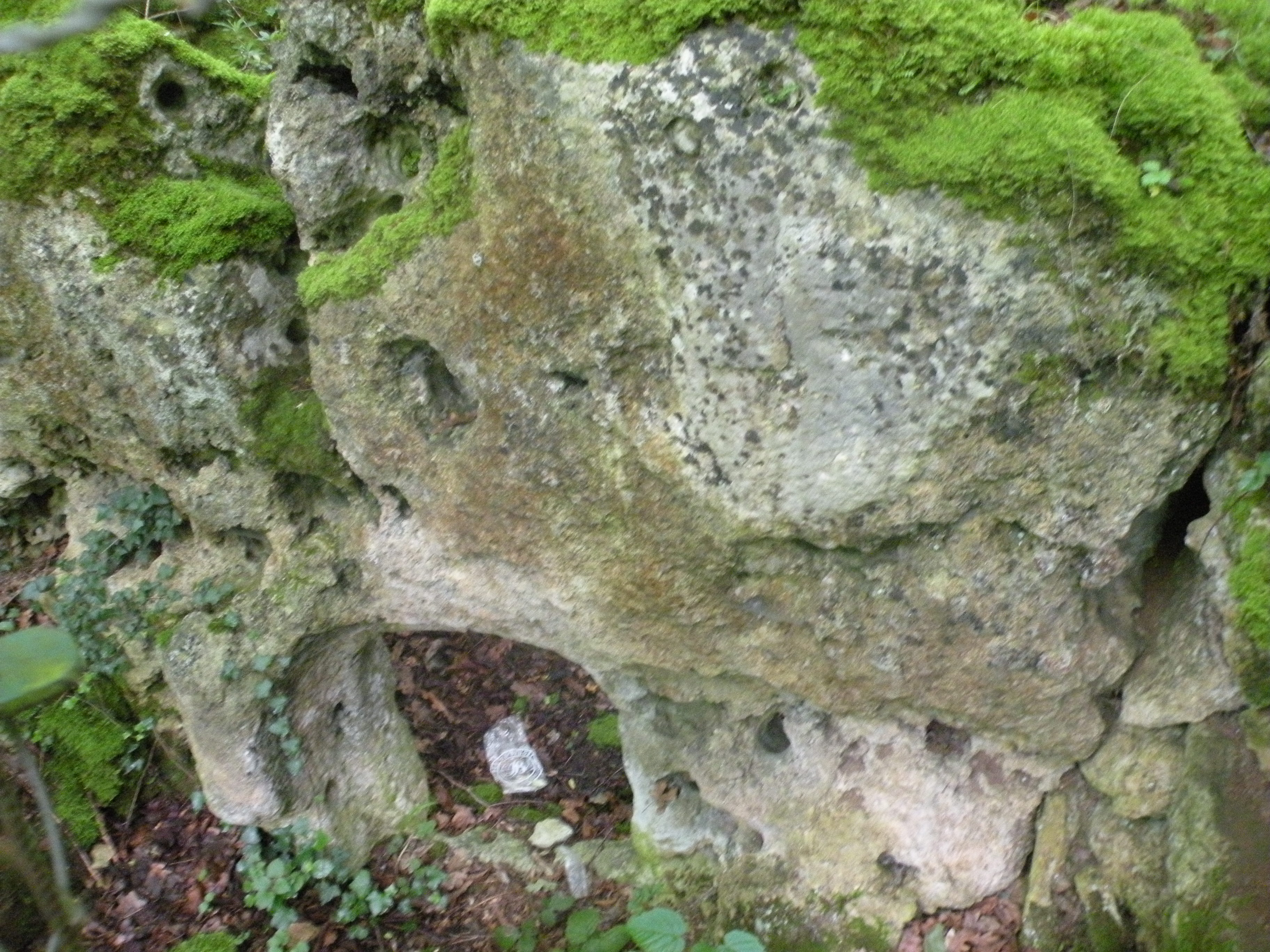
Die Frontplatte mit dem Seelenloch

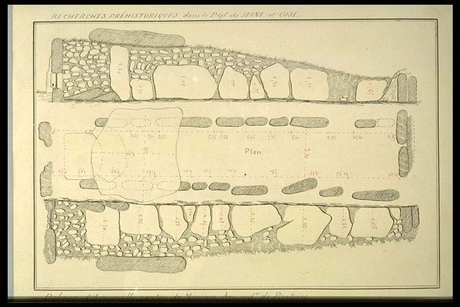
Grundriss und die langen Seitenwände

Die 1884 entdeckte jungsteinzeitliche Allée couverte de la côte du Libéra ist ein moosüberwachsenes Galeriegrab im Wald de la Côte du Libéra in Arronville im Département Val-d’Oise in Frankreich. Sie liegt im Norden des Départements an der Straße D927, östlich des Flusses Sausseron. Die Megalithanlage steht seit 1963 unter Denkmalschutz und wurde 1970 restauriert.
Die etwa 12,0 Meter lange und zwei Meter breite Kammer variiert in ihrer erhaltenen Höhe zwischen 3,5 m vorne und 2,5 m am Ende. 18 unterschiedlich große Tragsteine, die oben mit Trockenmauerwerk ergänzt wurden, stützten die Deckenplatten, von denen nur eine besonders große erhalten ist. Es gibt seitlich nur einen Monolithen, der vom Boden bis zur Deckenplatte reicht. Im gesamten vorderen Seitenbereich und in kurzen Abschnitten des hinteren Bereiches besteht die Anlagenwand komplett aus Trockenmauerwerk. Der vordere Deckenbereich wurde teilweise während der Untersuchung durch Archäologen des 19. Jahrhunderts beschädigt oder zerstört.
Die Frontplatte ist der zweitgrößte erhaltene Stein der Anlage. Sie ist unten außermittig mit einem quadratischen, eckengerundeten Seelenloch von etwa 50 cm Seitenlänge versehen, wie es (allerdings in runder Form) spezifisch für die Anlagen der Seine-Oise-Marne-Kultur (S-O-M) ist.
Bei den Ausgrabungen wurden neben Bruchstücken aus Feuerstein, Knochenahlen, Klingen und Schabern auch 180 Schädel gefunden.